# Coffee County (Alabama)
Coffee County is een county in de Amerikaanse staat Alabama.
De county heeft een landoppervlakte van 1.759 km² en telt 43.615 inwoners (volkstelling 2000). De hoofdplaats is Elba und Enterprise.

## Bevolkingsontwikkeling

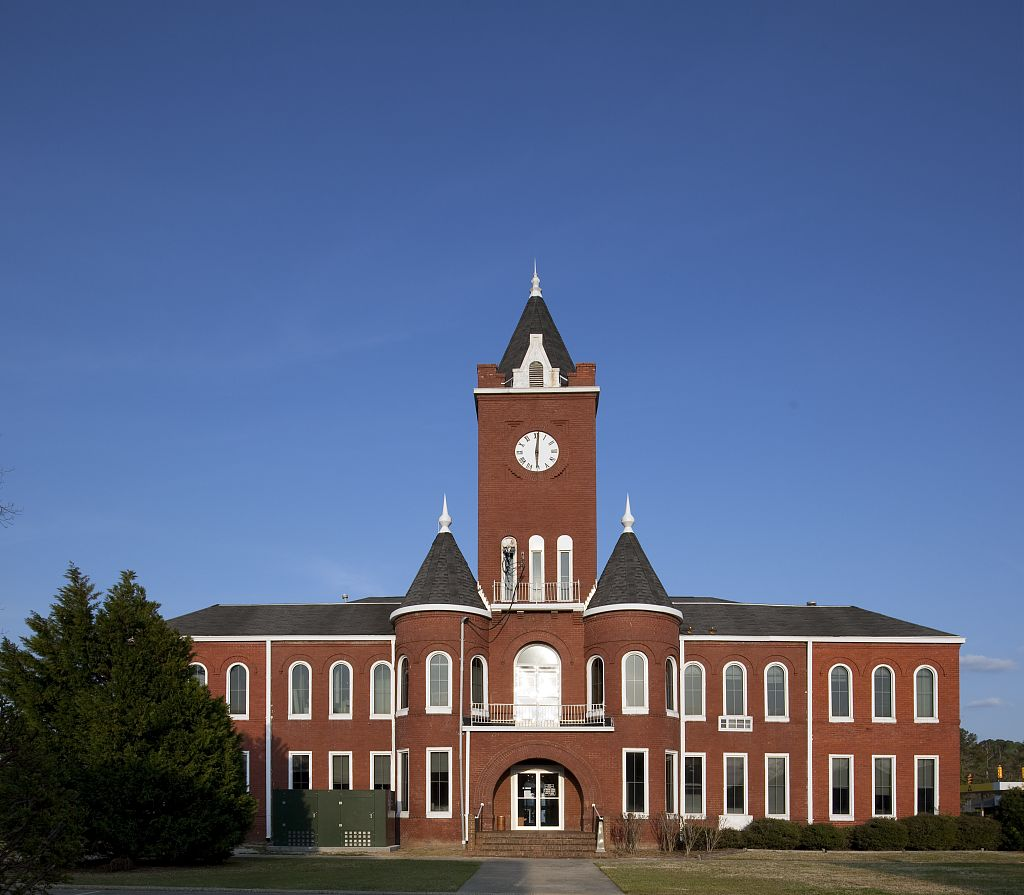
Coffee County Courthouse